# آتش خاموش
آتش خاموش مجموعه داستانی از سیمین دانشور است که در سال ۱۳۲۷ به چاپ رسید. این مجموعه شامل ۱۶ داستان است. برخی از داستان‌های این مجموعه قبلاً در روزنامهٔ کیهان، مجله بانو و امید چاپ شده بود. آتش خاموش نخستین مجموعه داستانی است که به قلم زنی ایرانی چاپ شده‌است.

## داستان‌ها
1. اشک‌ها: این داستان که طولانی‌ترین داستان این مجموعه است، دربارهٔ دانشجویی است که عاشق استاد فرنگ رفته خود می‌شود؛ اما در می‌یابد که او زن دارد. استاد حاضر است از زن خود جدا شود و با او ازدواج کند؛ اما دختر پس از کشمکش‌های درونی راضی به هم از پاشیدگی زندگی آن دو نمی‌شود و پیشنهاد استاد را رد می‌کند.
2. آتش خاموش: دربارهٔ دختری که به سبب اشتباهی که در گذشته انجام داده، جامعه او را طرد کرده و بدنام شده‌است. او سرانجام خود را می‌کشد.
3. یادداشت‌های یک خانم آلمانی: معلمی آلمانی را توصیف می‌کند که در ایران زندگی می‌کند؛ اما نمی‌تواند کشته شدن مردم و انسان‌های بیگناه را در آلمان نادیده بینگارد.
4. کلید سُل: دربارهٔ دختری است که قرار است به اصرار مادرش همسر مردی پیر اما ثروتمند شود. دختر عاشق معلم موسیقی خود است و پس از رضایت مادربزرگش، مادر دختر نیز راضی می‌شود که دست این دختر را در دست معلم موسیقی بگذارد.
5. آن شب عروسی: مانند داستان آتش خاموش حول محور فاحشه‌ها می‌گردد. رقاصه‌ای برای تبرئهٔ خودش دلایلی می‌آورد.
6. شب عیدی: انتقادی به ازدواج موقت و اوضاع اجتماعی ایران است. دختری که سواد ندارد نزد پیرمردی می‌رود تا او برای مادرش نامه بنویسد. ضمن بیان مشکلات شغلش و دوری خانواده، پیرمرد به او می‌گوید: «همشیره صیغه می‌شوی؟».
7. گذشته: سومین داستانی است که دانشور در آن به موضوع فاحشه‌ها اشاره می‌کند. دختری پس از برگشت به خانه تحت گذشتهٔ تلخ خود مهر و محبتی به مادرش ندارد و او را ترک می‌کند.
8. کلاغ کور: راجع به دختری است که با بچهٔ کلاغ کوری انس و الفت گرفته‌است و برای او موسیقی می‌نوازد. خانواده‌اش تنها راه نجات او را ازدواج می‌دانند؛ اما او در شب عروسی همه را قال می‌گذارد و با استادش که قطعهٔ «کلاغ کور» او را پسندیده است، فرار می‌کند.
9. سایه: دربارهٔ کودکی نابیناست که تحت عمل جراحی قرار می‌گیرد تا زیبایی‌های دنیا را ببیند. پرستارش قبلاً همه چیز را دربارهٔ اشیا و عناصر طبیعت به او گفته است. او هنگامی که چشمانش را به دنیا باز می‌کند تاریکی مطلقی جلوی خود می‌بیند و از ترس به زمین می‌افتد؛ زیرا پرستار دربارهٔ سایه چیزی به او نگفته است.
10. مردها عوض نمی‌شوند: راجع به مردی است که سه سال است ازدواج کرده‌است؛ اما شب هنگام به باشگاه و نزد دوستانش می‌رود و ارزشی برای زن خود قائل نیست.
11. ناشناس: «مجید» پسری فقیر است؛ اما خود را پولدار جلوه می‌دهد. «مهری» در خیابان جلوی او به زمین‌می‌خورد. مجید او را به صرف شام دعوت می‌کند و از پول‌های نداشته‌اش تعریف می‌کند. دختر به خانه برمی‌گردد و می‌گوید: «عاشق جوانی خوش‌چهره با چشمانی آبی و موهای مجعد شده‌ام. پول چه فایده‌ای دارد؟ اگر بیکار اما مهربان باشد، بیشتر می‌ارزد.»
12. عطر یاس: مرد هنرپیشه در خانه‌ها را یکی یکی می‌کوبد تا محبوب خود را که زنی زیبارو و خواننده است، بیابد. سرانجام در یکی از همین خانه‌ها سکونت می‌کند. او از گوشه و کنار اتاق نمناک، بوی عطر یاس محبوبش را استشمام می‌کند. از صاحبخانه دربارهٔ دختر سؤال می‌کند و جواب سر بالا می‌شنود و ناامید به اتاقش بر می‌گردد؛ غافل از آنکه صاحبخانه با بدجنسی تمام، خودکشی دختر زیباروی را (در همان اتاق) از او مخفی کرده تا بتواند اتاق را به او اجاره دهد![۲]
13. جامهٔ ارغوانی: راجع به دو دوست است که پرستار هستند و به مهمانی‌ای دعوت شده‌اند. نوشین لباس سبز و نسرین لباسی ارغوانی را برای جلب نظر «دکتر س» انتخاب کرده‌است. فداکاری نسرین باعث می‌شود که او پول لباس خود را به نوشین قرض بدهد تا او اجاره خانه‌اش را بپردازد. نسرین به خیاط‌خانه می‌رود و خیاط راضی می‌شود که لباس را او بدهد. او لباس را می‌پوشد و در خیابان قدم‌زنان می‌رود تا به مهمانی برسد سر راه «دکتر س» را می‌بیند که دارد از مهمانی برمی‌گردد. ناامید می‌شود؛ اما دکتر لباس زیبای او را تحسین می‌کند و تقاضا می‌کند که با او همراه شود.
14. عشق استاد دانشگاه: استادی به خاطر مشغلهٔ زیاد فراموش کرده که با ماشین‌نویس خود ازدواج کرده‌است. به او پیشنهاد ازدواج می‌دهد و زن به خنده می‌افتد.
15. عشق پیری: دربارهٔ اربابی پیر است که عاشق مهری می‌شود. دختر او را به پوشیدن لباس جوانان ترغیب می‌کند. ارباب در خفا متوجه می‌شود که دختر ادای او را برای دیگران درمی‌آورد. ناراحت می‌شود و لباس‌های قدیمش را به تن می‌کند؛ اما مهری که شیفتهٔ ثروت و مقام اوست او را رها نمی‌کند و ارباب هم که عاشق اوست، او را می‌بخشد.
16. یخ‌فروش: پیش‌فرض داستان این است: «بهار فصل عاشقی است». در فصل بهار پیرمردی عاشق فاطمه خانم خدمتکار خانه خود می‌شود؛ اما با مخالفت دختر سی‌وپنج‌ساله خود روبه‌رو می‌شود. دخترش دستور می‌دهد تا خانه را پر از یخ کنند تا عاشقی از یاد پدرش برود. این حیله چند روزی مؤثر می‌افتد اما فاطمه خانم یخ‌ها را پیدا می‌کند و دورشان می‌ریزد. آن دو دوباره به هم علاقه پیدا می‌کنند. پیرمرد که چندی است دخترش را ندیده است از فاطمه خانم دربارهٔ او می‌پرسد. او می‌گوید که دخترش به همراه یخ‌فروش فرار کرده‌است.

## ویژگی‌ها و نقد
اثرپذیری سیمین دانشور از ا. هنری در این کتاب مشهود است. وی این داستان‌ها را در جوانی و اوج التهاب‌ها و اضطراب‌های این دوره خلق کرده‌است. خود او بعدها اذعان کرد که علاقهٔ چندانی به این اثرش ندارد و معتقد بود این مجموعه به مقتضای سنش بسیار رمانتیک است و هرگز اجازهٔ چاپ مجدد آن را نداد.